# Jason Reynolds

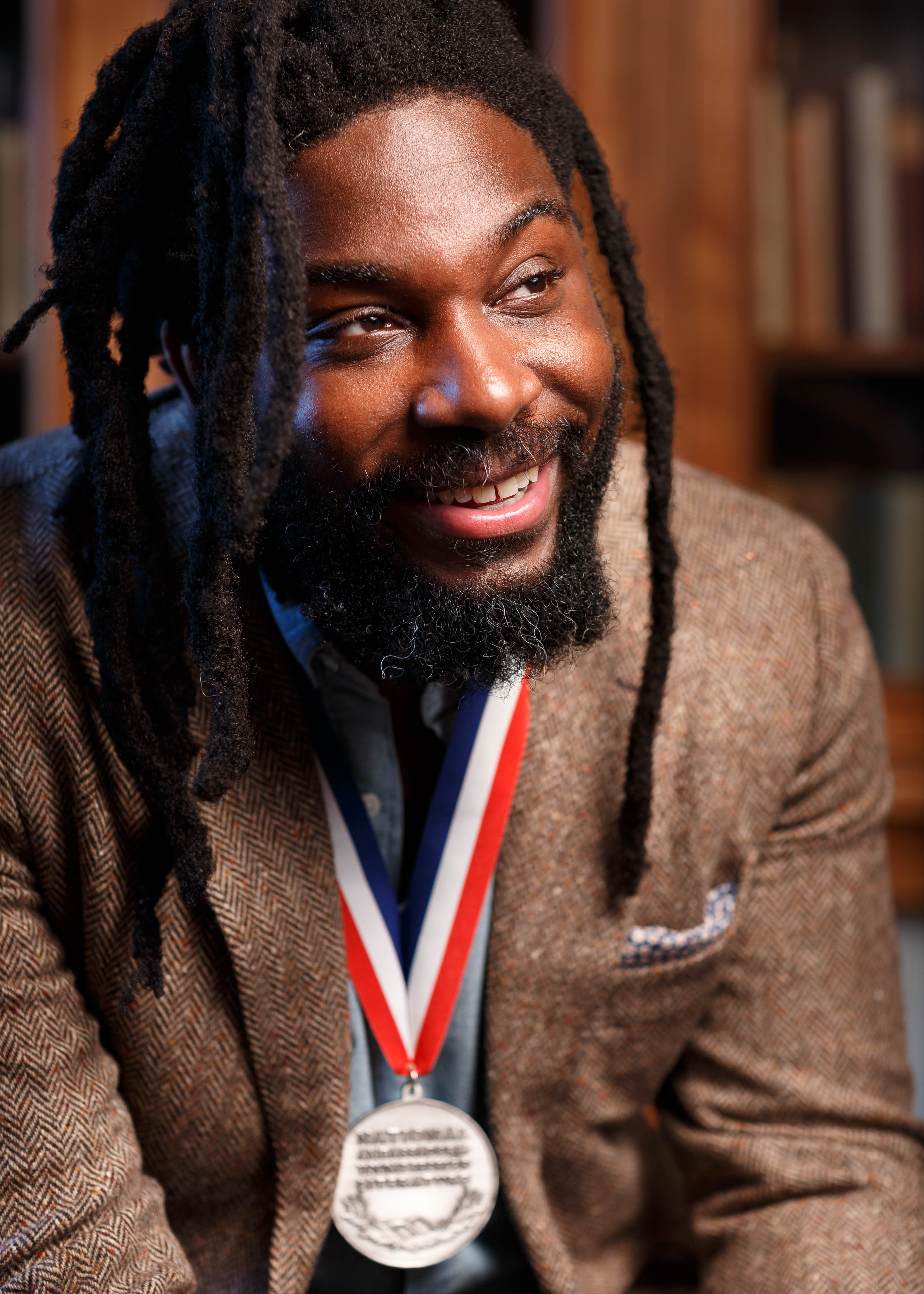
Reynolds in 2020

Jason Reynolds (Washington D.C., 6 december 1983) is een Amerikaanse auteur van romans en poëzie voor jongeren en jongvolwassenen. De Nederlandse vertaling van zijn boek Long Way Down (67 seconden) werd in 2019 genomineerd voor Beste Boek voor Jongeren. Ook won hij tweemaal een Zilveren Griffel, met Let goed op (in 2022) en Patina (in 2025). Net als 67 seconden werden deze boeken vertaald door Maria Postema.

## Biografie
Reynolds werd geboren in 1983 in Washington D.C. en groeide op in Oxon Hill, Maryland. Zijn moeder was leerkracht speciaal onderwijs in het openbaar onderwijs van Maryland. Op negenjarige leeftijd werd Reynolds geïnspireerd door het album Black Reign van Queen Latifah om zelf poëzie te gaan schrijven. Buiten haar rapteksten vond hij als zwarte jongen uit de stad in de jaren tachtig en negentig nauwelijks literaire werken waarin hij zichzelf herkende. Hij begon pas op zijn zeventiende serieus boeken te lezen. In de tussentijd werd hij ook sterk beïnvloed door rappers als Tupac en Biggie.
Een van zijn eerste gedichten schreef hij naar aanleiding van het overlijden van zijn grootmoeder in 1994. Hij schreef enkele regels om zijn moeder te troosten; het gedicht werd afgedrukt op het programma voor de begrafenis. Daarna schreef hij bij het overlijden van elk van zijn grootmoeders broers en zussen een nieuw gedicht. Deze ervaringen bevestigden voor Reynolds de kracht van taal. Hij bleef poëzie schrijven tijdens zijn middelbare schooltijd aan Bishop McNamara High School (diploma in 2000) en tijdens zijn studie, ondanks lage cijfers en weinig aanmoediging van zijn docenten Engels. Hij behaalde uiteindelijk een bachelor in Engels aan de University of Maryland.
Tijdens zijn studie ontmoette hij zijn toekomstige samenwerkingspartner Jason Griffin, die zijn kamergenoot werd. In deze periode maakte hij ook kennis met spoken word en begon hij op te treden, onder meer met solo-optredens. In 2001 verscheen zijn eerste boek, een dichtbundel getiteld Let Me Speak.
Reynolds werkte tijdens zijn studententijd ook in de boekwinkelketen Karibu Books in Washington D.C., die zich specialiseert in Afro-Amerikaanse literatuur. Daar las hij voor het eerst proza dat hem aansprak, zoals Black Boy van Richard Wright. Gefascineerd vanaf de eerste pagina begon hij zich door het werk van iconische Afro-Amerikaanse auteurs te werken, onder wie James Baldwin, Zora Neale Hurston en Toni Morrison. Bij Karibu maakte hij ook kennis met street fiction, ook wel bekend als urban fiction, een literair genre dat Reynolds vergelijkt met de rauwe en eerlijke kracht van rapmuziek. "Voor sommige kinderen was dit hun leven," aldus Reynolds.
Reynolds vond zijn inspiratie aanvankelijk in rapmuziek en legde zich al vroeg toe op poëzie. Hij publiceerde meerdere dichtbundels voordat hij in 2014 zijn eerste roman uitbracht, When I Was the Greatest, waarmee hij de John Steptoe Award for New Talent won.
In de vier jaar die daarop volgden, schreef Reynolds acht romans, waaronder de succesvolle Track-serie — Ghost (2016), Patina (2017), Sunny (2018) en Lu (2018) — evenals As Brave as You (2016). Ghost was finalist voor de National Book Award for Young People's Literature en werd geselecteerd voor de White Ravens 2017. As Brave as You won de Kirkus Prize, de NAACP Image Award for Outstanding Literary Work for Youth/Teen en de Schneider Family Book Award. Reynolds schreef ook een roman voor Marvel Comics: Miles Morales: Spider-Man (2017).
In 2017 keerde Reynolds terug naar de poëzie met Long Way Down, een roman in verzen. Dit werk werd bekroond met onder andere een Newbery Honor, een Michael L. Printz Honor Book en de prijs voor beste jeugdboek van de Mystery Writers of America (Edgar Award). Het boek werd geselecteerd voor de White Ravens 2018. In 2019 verscheen Look Both Ways, waarvoor hij de Carnegie Medal ontving.
Van 2020 tot 2022 was Reynolds de National Ambassador for Young People's Literature namens de Library of Congress.
In 2023 ontving hij de Margaret A. Edwards Award voor zijn gehele oeuvre.
In 2024 werd Reynolds benoemd tot MacArthur Fellow.